# Biennale Ilustracji Bratysława
Biennale Ilustracji Bratysława (słow. Bienále ilustrácií Bratislava) – międzynarodowe biennale ilustracji dla dzieci i młodzieży.
Wydarzenie odbywa się od 1967 roku, w nieparzyste lata. Laureatem pierwszej edycji został Yasuo Segawa. Podczas biennale przyznawane są nagrody: Grand Prix, pięć Złotych Jabłek, pięć brązowych Plakietek i wyróżnienie dla wydawcy. To jedne z najstarszych nagród międzynarodowych w dziedzinie ilustracji dla dzieci i młodzieży, prestiżem dorównujące Nagrodzie im. Hansa Christiana Andersena.
Organizatorem Biennale jest Międzynarodowy Dom Sztuki Dla Dzieci BIBIANA w Bratysławie, przy wsparciu Ministerstwa Kultury Słowacji. Wydarzenie odbywa się pod auspicjami UNESCO i Międzynarodowej Izby ds. Książek dla Młodych.
Prace laureatów pojawiają się na słowackich znaczkach pocztowych.

## Laureaci Grand Prix
Za źródłem:
| rok  | laureat                                | tytuł nagrodzonej publikacji                               | państwo              |
| ---- | -------------------------------------- | ---------------------------------------------------------- | -------------------- |
| 1967 | Yasuo Segawa                           | Taro and a bamboo shoot                                    | Japonia              |
| 1969 | Eva Bednářová                          | Chinesische Volksmärchen                                   | Czechosłowacja       |
| 1969 | Eva Bednářová                          | Chinesische Volksmärchen                                   | narodowość: czeska   |
| 1971 | Andrzej Strumiłło                      | Narzeczony z morza: baśnie skandynawskie                   | Polska               |
| 1973 | Lieselotte Schwarz                     | Der Traummacher                                            | Niemcy               |
| 1975 | Nikołaj Popov                          | Robinzon Kruzo: istorija polkovnika Džeka                  | ZSRR                 |
| 1977 | Ulf Löfgren                            | Harlekin                                                   | Szwecja              |
| 1979 | Klaus Ensikat                          | Der kleine Däumling und andere Märchen                     | NRD                  |
| 1981 | Roald Aas                              | Kristoffers rejse                                          | Dania                |
| 1983 | Dušan Kállay                           | Alica v krajine zázrakov                                   | Czechosłowacja       |
| 1983 | Dušan Kállay                           | Alica v krajine zázrakov                                   | narodowość: słowacka |
| 1985 | Frédéric Clement                       | Bestiaire fabuleux                                         | Francja              |
| 1987 | Hannu Taina                            | Herra Kuningas                                             | Finlandia            |
| 1989 | Marian Murawski                        | Księga bajek polskich I Księga bajek polskich II           | Polska               |
| 1991 | Stasys Eidrigevičius                   | Der gestiefelte Kater                                      | Polska               |
| 1993 | Lorenzo Mattotti                       | Eugenio                                                    | Włochy               |
| 1995 | John A. Rowe                           | Raben-Baby Die Entstehung der Gürteltiere                  | Wielka Brytania      |
| 1997 | Martin Jarrie                          | Le colosse machinal Toc, Toc! Monsieur Cric-Crac!          | Francja              |
| 1999 | Etsuko Nakatsuji                       | In the night kindergarten                                  | Japonia              |
| 2001 | Eric Battut                            | La Barbe bleue Au fil des mois...                          | Francja              |
| 2003 | Iku Dekune                             | Amefurashi                                                 | Japonia              |
| 2005 | Ali Reza Goldouzian                    | Jourabe sourakh Medade siyah va medade ghermez             | Iran                 |
| 2007 | Einar Turkowski                        | Es war finster und merkwürdig still: eine Küstengeschichte | Niemcy               |
| 2009 | Tàssies (José Antonio Tàssies Penella) | El nen perdut                                              | Hiszpania            |
| 2011 | Eunyoung Cho                           | Run run Toto!                                              | Korea Południowa     |
| 2013 | Nina Wehrle Evelyne Laube              | Die Grosse Flut                                            | Szwajcaria           |
| 2015 | Laura Carlin                           | The iron man A world of your own                           | Wielka Brytania      |
| 2017 | Ludwig Volbeda                         | De vogels                                                  | Holandia             |
| 2019 | Hassan Moosavi                         | Mosht zan                                                  | Iran                 |
| 2021 | Elena Odriozola                        | Sentimientos encontrados                                   | Hiszpania            |